# Tania Pedroni
Tania Pedroni (Reggio Emilia, ...) è una sceneggiatrice italiana.

## Biografia
Nata a Reggio Emilia, si è laureata in Lettere Moderne all'Università di Bologna e ha studiato a Ipotesi Cinema. 
Ha scritto e diretto documentari e programmi televisivi per broadcaster nazionali e internazionali. Dal 2005 scrive per il cinema e nel 2009 ha ottenuto una prima candidatura al David di Donatello per la migliore sceneggiatura per L'uomo che verrà. Successivamente ha firmato le sceneggiature de I calcianti, diretto da Stefano Lorenzi nel 2015, e Rosa di Katja Colja, che le è valso il  Premio Miglior sceneggiatura al Festival del Cinema Sloveno. Nel 2021 è stata nuovamente candidata al David di Donatello per Volevo nascondermi, che le è valso anche una candidatura per il Globo d'oro alla miglior sceneggiatura. 

## Filmografia

### Sceneggiature
- L'uomo che verrà, regia di Giorgio Diritti (2009)
- Un giorno devi andare, regia di Giorgio Diritti (2013)
- I calcianti, regia di Stefano Lorenzi (2015)
- Rosa, regia di Katja Colja (2019)
- Volevo nascondermi, regia di Giorgio Diritti (2020)
- Anna, regia di Marco Amenta (2024)
- Storia di una notte, regia di Paolo Costella (2025)

## Riconoscimenti
- Ciak d'oro
  - 2020 – Candidatura per la migliore sceneggiatura per L'uomo che verrà
- David di Donatello
  - 2009 – Candidatura per la miglior sceneggiatura per L'uomo che verrà
  - 2021 – Candidatura per la miglior sceneggiatura originale per Volevo nascondermi
- Globo d'oro
  - 2020 – Candidatura per la miglior sceneggiatura per Volevo nascondermi